# Juni Balb
Juni Balb (en llatí Junius Balbus) va ser un romà de rang consular espòs de Mètia Faustina, filla de Gordià I. Segons alguns historiadors van tenir un fill que fou associat a l'imperi sota el nom de Gordià III per Dècim Celi Balbí i Pupiè Màxim, però altres diuen que Gordià III era fill de Gordià II.